# Komuna e Kelmendit
Komuna e Kelmendit är en kommun i Albanien.   Den ligger i prefekturen Qarku i Shkodrës, i den norra delen av landet, 130 km norr om huvudstaden Tirana.
I omgivningarna runt Komuna e Kelmendit växer i huvudsak blandskog.  Runt Komuna e Kelmendit är det ganska tätbefolkat, med 96 invånare per kvadratkilometer.